# Moviment Nacional per l'Alliberament de l'Azawad
El Moviment Nacional per l'Alliberament de l'Azawad —en amazic en alfabet tifinag ⵜⴰⵏⴾⵔⴰ ⵏ ⵜⵓⵎⴰⵙⵜ ⴹ ⴰⵙⵏⵏⴰⵏⵏⵓ ⵏ ⴰⵣⴰⵓⴷ; en àrab الحركة الوطنية لتحرير أزواد; en francès Mouvement National pour la Libération de l'Azawad; MNLA), anteriorment conegut com a Moviment Nacional de l'Azawad, és una organització política i militar de l'Azawad. El moviment fou fundat l'octubre de 2011. L'1 d'abril de 2012 assolí el control de facto de l'Azawad, incloent-hi les tres principals ciutats: Kidal, Gao i Timbuctu. El 6 d'abril de 2012 proclamà la independència de l'Azawad.